# 木下俊程
木下 俊程（きのした としのり）は、豊後国日出藩15代藩主。官位は従五位下、飛騨守。

## 経歴
天保4年（1833年）2月6日、日出で生まれる。嘉永7年（1854年）8月18日、兄で先代藩主だった俊方の早世により、その養嗣子として跡を継いだ。同年12月16日、従五位下・飛騨守に叙任する。藩校・稽古堂をさらに増築して致道館を創設し、武道場も新たに創設するなどして教育の普及と充実に尽力した。幕末期の幕政にはあまり関わりを持たず、藩政において外国船警備のために遠見番所を設置し、慶応元年（1865年）からは軍制改革を実施するなどした。慶応3年（1867年）5月29日に隠居し、弟の俊愿に家督を譲った。同年8月20日、35歳で江戸にて死去した。法号は文献院。墓所は東京都港区高輪の泉岳寺。

## 系譜
父母
- 木下俊敦（実父）
- 美佐 ー 側室（実母）
- 木下俊方（養父）

養子、養女
- 木下俊愿 ー 実弟
- 綏子 ー 東三条公恭室、柳生俊順の長女